# 馬里亞尼夫卡 (別列濟夫卡區)
47°30′33″N 30°47′36″E / 47.50917°N 30.79333°E
馬爾亞尼夫卡（烏克蘭語：Мар'янівка）是位於烏克蘭西南部的村莊，由敖德萨州贝雷济夫卡区的米科萊夫卡市鎮負責管轄。該村始建於1922年，面積0.45平方公里，海拔高度58米，2001年人口115，人口密度每平方公里255.56人。